# Eupraxia van Kiev
Eupraxia van Kiev (ca. 1070 – 10 juli 1109) was een prinses uit het grootvorstendom Kiev. Door haar huwelijk met keizer Hendrik IV was ze Rooms-Duits keizerin-gemalin. Zij werd ook Praxedis genoemd en was na haar kroning bekend onder de naam Adelheid van Kiev. In de strijd tussen Hendrik IV en de paus sloot zij zich enkele jaren na haar huwelijk aan bij de tegenstanders van haar man, die ze er publiekelijk van beschuldigde dat ze op zijn bevel was mishandeld en verkracht. Zij trok zich aan het eind van haar leven terug in een klooster.

## Jeugd en eerste huwelijk
Eupraxia van Kiev was de dochter van grootvorst Vsevolod I van Kiev en zijn tweede vrouw Anna. De vorstelijke familie stond bekend als geïnteresseerd in kennis en cultuur, en loyaal aan de kerk. Eupraxia werd uitgehuwelijkt aan de markgraaf Hendrik I van Stade van de Noordmark uit Saksen. Vermoedelijk verhuisde ze al als kind naar Saksen om zich de taal en de cultuur eigen te maken. Het huwelijk duurde maar kort: Hendrik I van Stade stierf in 1087.

## Keizerin
In 1088 werd Eupraxia van Kiev verloofd met Rooms-Duits keizer Hendrik IV; in de verlovingstijd woonde zij in het klooster in Quedlinburg, waar een zuster van de keizer, Adelheid II van Franken, abdis was. Over de motivatie van Hendrik IV om met de weduwe van de markgraaf te trouwen  wordt gespeculeerd. Het traditionele verhaal is dat Hendrik IV erg onder de indruk was van de schoonheid van Eupraxia, die hij toevallig zou hebben ontmoet. Een andere theorie is dat Hendrik IV door dit huwelijk zijn moeizame relatie met de Saksische adel wilde verbeteren. Ook de legendarische rijkdom van de Kievse grootvorsten kan een rol hebben gespeeld.
Het huwelijk en de kroning van Eupraxia van Kiev vonden in de zomer van 1089 plaats in Keulen. Bij haar kroning nam ze de naam Adelheid aan. De verhouding tussen Eupraxia van Kiev en Hendrik IV was al snel slecht; zij had dan ook weinig tot geen politieke invloed. Hendrik IV was sinds 1075 verwikkeld in een machtsstrijd met de paus, de Investituurstrijd. In 1092 en 1093 moest hij een aantal zware tegenslagen verwerken, waaronder het feit dat zijn zoon Koenraad van Neder-Lotharingen overliep naar het pauselijke kamp. In deze tijd zou Hendrik IV redenen hebben gekregen om zijn vrouw te verdenken van ontrouw; er is echter slechts één bron uit die tijd die dit bevestigt. Hij liet haar gevangen zetten in Verona.

## Vlucht en verklaringen voor de synodes
In 1094 wist Eupraxia van Kiev te ontsnappen uit Verona en zocht ze de bescherming van gravin Mathilde van Toscane, een van de machtigste tegenstanders van keizer Hendrik IV en een bondgenoot van de paus. Volgens haar eigen verklaringen was ze op bevel van haar man meerdere keren mishandeld en verkracht. Dit zou ook de aanleiding zijn geweest voor haar stiefzoon Koenraad om zich aan te sluiten bij de pauselijke partij. Tijdens synodes in Konstanz (1094) en Piacenza (1095) legde ze gedetailleerde verklaringen af over seksueel wangedrag en ketterse praktijken van Hendrik IV. Paus Urbanus II gaf haar absolutie voor de zonden die ze onder dwang had begaan.
Over het waarheidsgehalte van haar verklaringen is weinig met zekerheid te zeggen. Vooral door Duitse historici werden ze in het verleden meestal afgedaan als 'psychotisch' of wraakzuchtig. Opvallend is wel dat weinig bondgenoten van Hendrik IV hem tegen de beschuldigingen hebben verdedigd, wat kan suggereren dat ze ten minste een kern van waarheid bevatten. Het wordt algemeen waarschijnlijk geacht dat de verklaringen in ieder geval door de paus en Mathilde van Toscane zijn aangedikt als onderdeel van hun propagandastrijd tegen de keizer.

## Laatste levensjaren
Eupraxia van Kiev bleef twee jaar lang in Italië, vermoedelijk aan het hof van haar stiefzoon Koenraad. Volgens sommige bronnen werd in 1095 de echtscheiding uitgesproken. Ze vertrok daarna naar familieleden aan het Hongaarse hof waar gezanten van Hendrik IV om haar uitlevering vroegen. Voor haar eigen veiligheid keerde ze rond 1100 terug naar Kiev. Na het overlijden van Hendrik IV in 1106 trad ze in een klooster en is daar in 1109 overleden. Ze is begraven in het Holenklooster van Kiev.